# Nivillac
Nivillac [nivijak] est une commune de l'Ouest de la France située dans le Sud du département du Morbihan et de la région Bretagne. Cette commune fait partie du canton de La Roche-Bernard.

## Géographie

### Situation
| Péaule                 | Béganne                    |                            |
| Marzan                 | Nivillac                   | Saint-Dolay                |
| La Roche-Bernard Férel | Herbignac Loire-Atlantique | Missillac Loire-Atlantique |

La commune se situe à la limite entre les régions Bretagne et Pays de la Loire. Elle est bordée par la Vilaine qui sert de frontière naturelle avec la commune voisine de Marzan.
Depuis le XIXe siècle, plusieurs ponts ont été mis en place entre ces deux communes pour franchir le fleuve. Le plus récent est le pont du Morbihan inauguré en juin 1996 et qui a donné lieu à d'importants travaux pour réaliser la déviation de l'axe routier RN 165 qui dessert la commune. Cet axe place Nivillac à une trentaine de minutes de Vannes et moins d'une heure de Nantes en voiture ce qui est un facteur attractif pour une population qui recherche un cadre de vie rural tout en étant proche de centres urbains.[réf. nécessaire]

### Hydrographie
Pour un article plus général, voir Réseau hydrographique du Morbihan.
La commune est située dans le bassin Loire-Bretagne. Elle est drainée par la Vilaine, le Moulin de Sainte Anne, le Rodoir, le ruisseau du Roho et divers autres petits cours d'eau,.
La Vilaine, d'une longueur de 218 km, prend sa source dans la commune de Juvigné et se jette  dans l'Océan Atlantique à Camoël, après avoir traversé 56 communes.

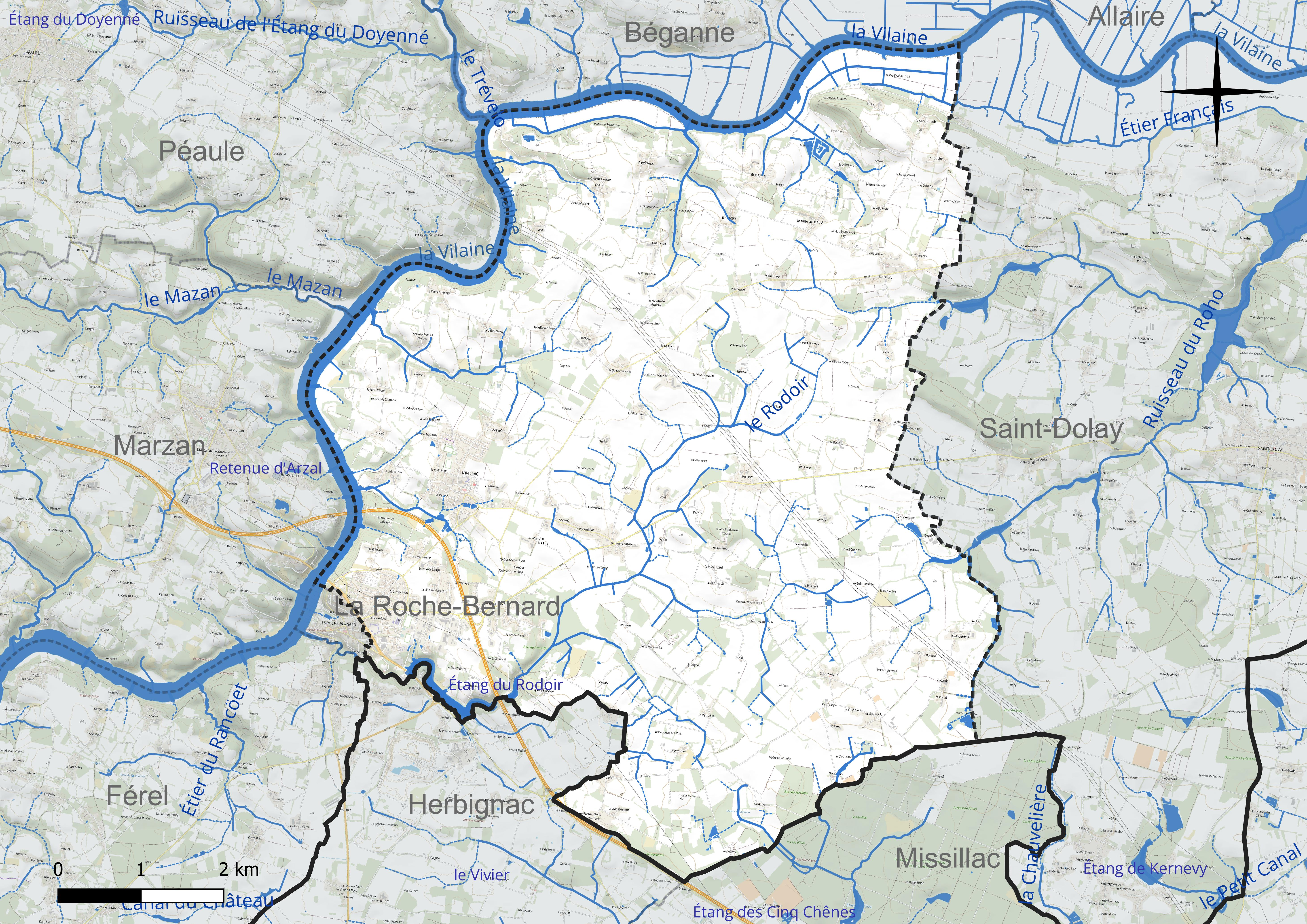
Réseau hydrographique de Nivillac.

Trois plans d'eau complètent le réseau hydrographique : la retenue d'Arzal, d'une superficie totale de 383,2 ha (77,39 ha sur la commune), l'étang de la Dame (1,43 ha) et l'étang du Rodoir, d'une superficie totale de 13,3 ha (12,76 ha sur la commune),.

### Climat
Pour des articles plus généraux, voir Climat de la Bretagne et Climat du Morbihan.
En 2010, le climat de la commune est de type climat océanique franc, selon une étude du CNRS s'appuyant sur une série de données couvrant la période 1971-2000. En 2020, Météo-France publie une typologie des climats de la France métropolitaine dans laquelle la commune est exposée à un climat océanique et est dans la région climatique Bretagne orientale et méridionale, Pays nantais, Vendée, caractérisée par une faible pluviométrie en été et une bonne insolation. Parallèlement l'observatoire de l'environnement en Bretagne publie en 2020 un zonage climatique de la région Bretagne, s'appuyant sur des données de Météo-France de 2009. La commune est, selon ce zonage, dans la zone « Sud Est », avec des étés relativement chauds et ensoleillés.
Pour la période 1971-2000, la température annuelle moyenne est de 11,9 °C, avec une amplitude thermique annuelle de 12,5 °C. Le cumul annuel moyen de précipitations est de 840 mm, avec 12,8 jours de précipitations en janvier et 6,2 jours en juillet. Pour la période 1991-2020, la température moyenne annuelle observée sur la station météorologique la plus proche, située sur la commune d'Arzal à 7 km à vol d'oiseau, est de 12,3 °C et le cumul annuel moyen de précipitations est de 887,0 mm,. Pour l'avenir, les paramètres climatiques de la commune estimés pour 2050 selon différents scénarios d’émission de gaz à effet de serre sont consultables sur un site dédié publié par Météo-France en novembre 2022.

## Urbanisme

### Typologie
Au 1er janvier 2024, Nivillac est catégorisée commune rurale à habitat dispersé, selon la nouvelle grille communale de densité à sept niveaux définie par l'Insee en 2022.
Elle est située hors unité urbaine et hors attraction des villes,.

### Occupation des sols
L'occupation des sols de la commune, telle qu'elle ressort de la base de données européenne d’occupation biophysique des sols Corine Land Cover (CLC), est marquée par l'importance des territoires agricoles (83 % en 2018), en diminution par rapport à 1990 (84,6 %). La répartition détaillée en 2018 est la suivante :
terres arables (47,9 %), zones agricoles hétérogènes (21,7 %), prairies (13,4 %), forêts (10,2 %), zones urbanisées (3,2 %), eaux continentales (2,9 %), zones industrielles ou commerciales et réseaux de communication (0,6 %). L'évolution de l’occupation des sols de la commune et de ses infrastructures peut être observée sur les différentes représentations cartographiques du territoire : la carte de Cassini (XVIIIe siècle), la carte d'état-major (1820-1866) et les cartes ou photos aériennes de l'IGN pour la période actuelle (1950 à aujourd'hui).

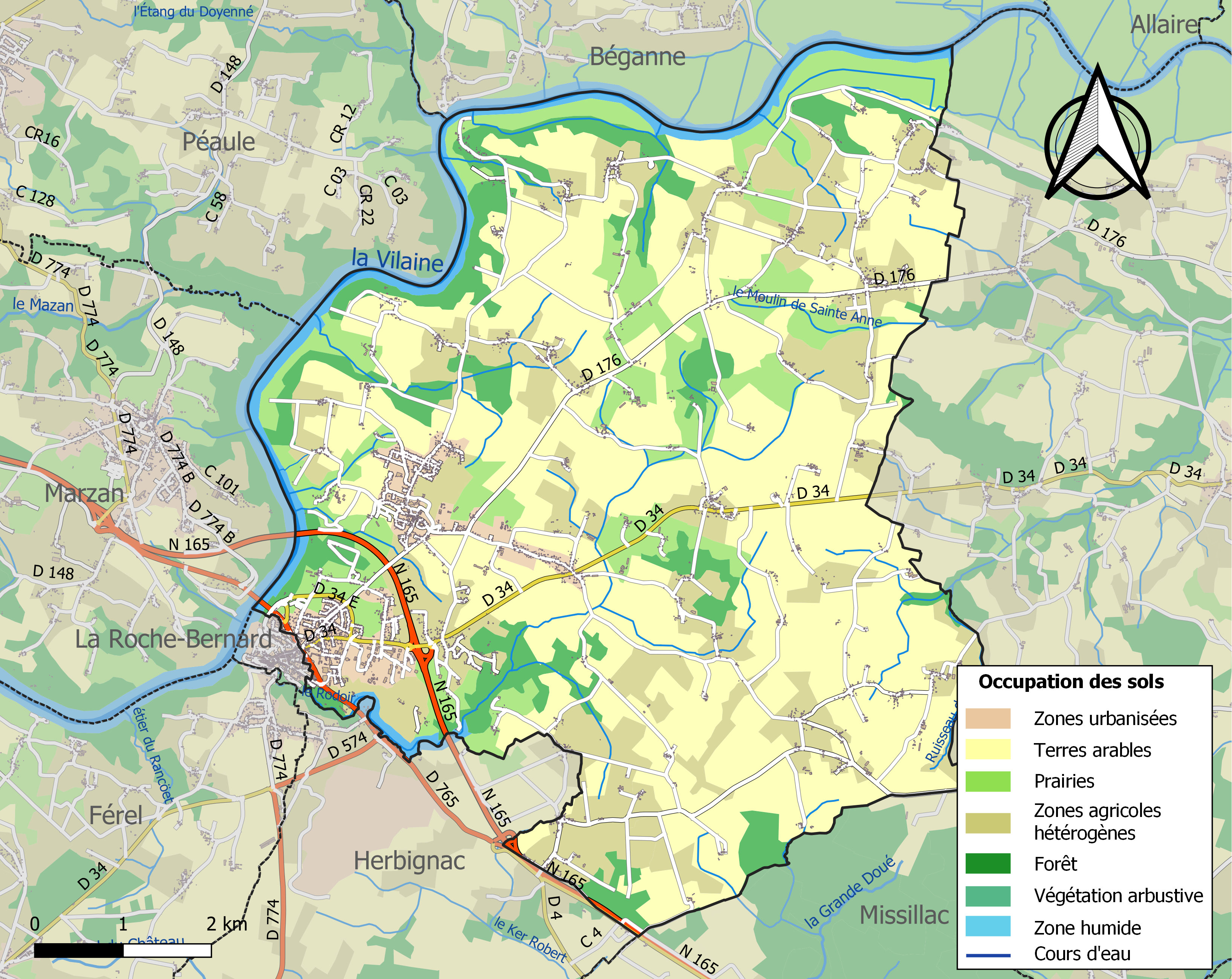
Carte des infrastructures et de l'occupation des sols de la commune en 2018 (CLC).

## Toponymie
Le nom de la localité est attesté sous la forme Nuilac Plebs en 1063, Niviliac en 1287, Niviliac (1395) et enfin Nivillac (1429).
Il s'agit d'une formation toponymique gauloise ou gallo-romaine basée sur le suffixe locatif en -acum.
Nivilha en gallo. Nivilieg en breton[réf. nécessaire].

## Histoire

### Préhistoire
Des vestiges qui ont révélé du mobilier funéraire datant du Chasséen laissent à penser que l'homme vit sur cette terre depuis des temps reculés. En ce qui concerne les mégalithes, on peut encore voir deux dolmens classés dénommés La Chambrette et le Tombeau des Martyrs. À Nivillac, des haches à talon sans anneau datant du bronze moyen ont été découvertes à Bodeuc, Guervinant et au Vésigot. À Branrue, datant de la fin de l'âge du bronze, un important dépôt de haches à douille quadrangulaire avec anneau latéral a été mis au jour. Ces dernières, presque exclusivement constituées de plomb, n'étaient pas des armes mais servaient de monnaie pour les échanges.

### Habitat et lieu de culte gallo-romain
L'origine du nom Nivillac remonterait à la période gallo-romaine et provient du bas latin noviliacum qui signifie « terre nouvellement défrichée ». Comme Noyal ou Noyelle, ces toponymes sont tout à fait caractéristiques d'un essor souvent sous-estimé de l'Armorique orientale après la crise du IIIe siècle. En effet, cette terre, couverte de forêts, était située aux confins de la cité des Vénètes et de celle des Namnètes puis des diocèses de Vannes et de Nantes. Le patronage de Saint Pierre indiquerait une christianisation antérieure à l'Émigration bretonne en Armorique par les Bretons insulaires et une fondation du Bas-Empire.
Nivillac possédait vraisemblablement son propre Machtiern, ce qui témoignerait de son importance antérieure sur le territoire. Car malgré la création de la baronnie de La Roche-Bernard au XIe siècle, Nivillac reste le siège du doyenné dépendant du duché de Nantes.
En 1927, au lieu-dit Pertuis du Rofo situé entre les hameaux au nord du ban communal de Trévineuc et de Bringuin, Jean Guillotin découvre un buste de statuette en terre cuite d'une Vénus Anadyomène dans une profonde grotte naturelle en schiste située près du cours d’eau du Rofo qui rejoint la Vilaine très proche. Ce type de statuette est très fréquemment retrouvée lors de fouille dans les stations gallo-romaines. Cette représentation de Vénus nue, main gauche le long du corps et la main droite dans une épaisse chevelure sont des symboles la féminité et de la fertilité. Selon une légende, la grotte dite grotte aux Sorciers accueillait d’étranges rituels païens. Elle est aujourd’hui sur une propriété privée. En avril 1928, à la suite de cette première découverte, Jean Guillotin accompagné de l’abbé Pierre Le Thiec y découvre deux autres statuettes presque intactes en terre blanche de 15 à 20 cm et représentant des déesses-mères. Elle allaitent l’une un, l’autre deux enfants et sont conservées au musée de la préhistoire de Vannes.
Les fouilles continuèrent et permirent de découvrir également : – deux statuettes de Matres ; – plusieurs corps de Vénus anadyomènes ; – un petit fragment de tête semblant provenir d’un modèle de figurine connu sous le nom d’« enfant rieur » ; – un fragment de tête de lionne vraisemblablement ; – un fragment de corps de cheval ; – un fragment de poterie noire grossière ; – quatre pièces de bronze dont deux où l’on peut y reconnaître l’effigie d’Antonin le Pieux (138-161).
La création de La Roche-Bernard est bien ultérieure à celle de Nivillac. Ce n'est qu'à la création des communes en 1790, que Nivillac perd le territoire de La Roche-Bernard et devient commune du district de celle-ci dans le département du Morbihan.

### Notre-Dame-de-Montonac
La fondation du prieuré Notre-Dame-de-Montonac est située vers 1102 et 1114. Simon, fils de Bernard de La Roche, donne à l'abbaye de Toussaint d'Angers, le lieu-dit de Montennach en Nivillac.
À partir de 1115, ce prieuré connaît un essor important sous l'autorité des Augustins d'Angers.
Cette donation est faite en présence de "Rouaud", premier prieur de Toussaint avec deux autres chanoines nommés dans ce monastère.
Il accueille les sépultures de plusieurs barons de la Roche-Bernard. Le prieuré est partiellement détruit pendant les guerres de Religion, comme l'attestent les déclarations du visiteur de l'évêché en 1573. On peut y lire "Domus et capella sunt penitus et dirute".
Cependant il existe toujours jusqu'en 1706 un "Prêtre Chapelain de Montonac", Jacques BRY qui est inhumé en l'église de Nivillac le 30 août 1706. il officie dans une nouvelle chapelle qui fut vraisemblablement élevée à la fin du XVIe siècle, en remplacement de l'ancienne certainement beaucoup plus importante, détruite par les calvinistes. La chapelle du monastère, orientée à l’est, s’élevait au nord-ouest de la demeure du prieur. L’édifice s’étendait sur une longueur de 12 à 15 mètres et une largeur de 6 mètres.
L'édifice fut incendié en 1793.
Cependant en 1835, la chapelle apparait encore sur le cadastre napoléonien Section I Parcelle no 1001.
Il reste à ce jour peu de traces de cette époque, seules les fondations du mur circulaire de l'abside et une pierre creuse percée d'un trou qui servait pour faire couler l'eau des ablutions. En 1903, au centre de l'ancienne abside a été édifiée une croix où il est inscrit : « D.O.M. Hic olim in sacello, nunc sub cruce dni (domini), piorum corpora jacent. 1903 » que l'on peut traduire par : « Au Dieu très bon et très puissant. Ici, reposent sous la croix du seigneur, les restes de pieuses gens, qui jadis reposaient dans le cimetière." »

### Église réformée et les guerres de religion
Lors de sa captivité au château de Milan pendant la guerre d'Italie de 1551, François de Coligny étudie les thèses de la Réforme et se convertit au protestantisme. il se marie en 1548 avec Claudine de Rieux, Dame de la Roche-Bernard, de Rieux et de Rochefort, alors héritière de la baronnie de La Roche-Bernard. Il devient baron de l'une des 9 baronnies de Bretagne.
Il contribue à l'implantation de la religion réformée dans la baronnie, dont Nivillac.
L’Histoire ecclésiastique, de Théodore de Bèze, est formelle : la première cène protestante célébrée en Bretagne par Jean Carmel, le 2 juin 1558, eut lieu chez le trésorier des États de Bretagne, Jean Avril, « en sa maison de Lourmois… à mille pas près » de La Roche Bernard. Cependant cette date est à corriger car la célébration du premier baptême protestant de Bretagne eut lieu le jour de Pâques, le 10 avril 1558 selon l'historien Roger Joxe.
En 1568, en pleine guerre de religion, le capitaine Quengo est envoyé à La Roche-Bernard avec une garnison, il y détruit le collège de l'hôpital, lieu de culte des protestants locaux et emplacement du tombeau de Claudine de Rieux. Les protestants et gentilshommes locaux prennent en chasse la garnison qui se retrouve acculée au lieu-dit de Truhel. Quengo lui-même fut obligé de se sauver.

## Politique et administration

### Liste des maires
| Période      | Période                  | Identité                           | Étiquette    | Qualité |
| ------------ | ------------------------ | ---------------------------------- | ------------ | --- |
| 1799         | 1802                     | Thomas de Cran                     |              | |
| 1803         | 1815                     | François Desbois                   |              | |
| 1815         | 1819                     | Paul François Maillard             |              | |
| 1819         | 1821                     | Julien Marie Morice                |              | |
| 1821         | 1830                     | Paul François Maillard             |              | |
| 1830         | 1832                     | Julien Marie Morice                |              | |
| 1832         | 1839                     | Jean-Louis Le Thiec                |              | |
| 1839         | 1840                     | Jean Porcher                       |              | (1er adjoint remplissant les fonctions de maire)                                                                       |
| 1840         | 1842                     | Jean Valée                         |              | |
| 1842         | 1848                     | Julien Marie Morice                |              | |
| 1848         | 1849                     | François Marie Geffray             |              | |
| 1849         | 1858                     | Joseph Doucet                      |              | |
| 1858         | 1865                     | Jean Pierre Marie Boterf           |              | |
| 1865         | 1874                     | Louis Marie Noel                   |              | |
| 1875         | 1883                     | Jean Pierre Marie Boterf           |              | |
| 1894         | 1896                     | Henri Magre                        |              | |
| 1896         | 1933                     | Paul Vigneron de la Jousselandière |              | |
| 1933         | 1945                     | Michel Denarie                     |              | |
| 1945         | 1945                     | Jean Guillo                        |              | |
| 1945         | 1971                     | Louis Picaud                       |              | |
| 1971         | 1977                     | Joseph Dano                        |              | |
| mars 1977    | mars 2014                | Jean Thomas                        | RPR puis UMP | Géomètre Conseiller général du canton de La Roche-Bernard (2004-2011)                                                  |
| mars 2014    | octobre 2021 (démission) | Alain Guihard                      | DVD          | Inséminateur à la retraite Conseiller départemental du canton de Muzillac (depuis 2015) Réélu pour le mandat 2020-2026 |
| octobre 2021 | janvier 2022             | Béatrice Denigot                   |              | Première adjointe, maire par intérim                                                                                   |
| janvier 2022 | En cours                 | Guy David                          | DVD          | Cadre agricole retraité Adjoint aux Finances d’Alain Guihard                                                           |

## Population et société

### Démographie
L'évolution du nombre d'habitants est connue à travers les recensements de la population effectués dans la commune depuis 1793. Pour les communes de moins de 10 000 habitants, une enquête de recensement portant sur toute la population est réalisée tous les cinq ans, les populations de référence des années intermédiaires étant quant à elles estimées par interpolation ou extrapolation. Pour la commune, le premier recensement exhaustif entrant dans le cadre du nouveau dispositif a été réalisé en 2006.

En 2022, la commune comptait 4 874 habitants, en évolution de +7,1 % par rapport à 2016 (Morbihan : +3,82 %, France hors Mayotte : +2,11 %).
| 1793  | 1800  | 1806  | 1821  | 1831  | 1836  | 1841  | 1846  | 1851  |
| ----- | ----- | ----- | ----- | ----- | ----- | ----- | ----- | ----- |
| 2 345 | 2 281 | 2 534 | 2 655 | 2 700 | 2 894 | 2 900 | 2 941 | 2 999 |

| 1856  | 1861  | 1866  | 1872  | 1876  | 1881  | 1886  | 1891  | 1896  |
| ----- | ----- | ----- | ----- | ----- | ----- | ----- | ----- | ----- |
| 2 869 | 2 908 | 3 090 | 3 189 | 3 290 | 3 441 | 3 538 | 3 598 | 3 544 |

| 1901  | 1906  | 1911  | 1921  | 1926  | 1931  | 1936  | 1946  | 1954  |
| ----- | ----- | ----- | ----- | ----- | ----- | ----- | ----- | ----- |
| 3 550 | 3 544 | 3 612 | 3 203 | 3 202 | 3 131 | 3 073 | 2 767 | 2 712 |

| 1962  | 1968  | 1975  | 1982  | 1990  | 1999  | 2006  | 2011  | 2016  |
| ----- | ----- | ----- | ----- | ----- | ----- | ----- | ----- | ----- |
| 2 775 | 2 727 | 2 661 | 3 103 | 3 101 | 3 192 | 3 618 | 4 146 | 4 551 |

| 2021  | 2022  | - | - | - | - | - | - | - |
| ----- | ----- | - | - | - | - | - | - | - |
| 4 810 | 4 874 | - | - | - | - | - | - | - |

### Enseignement

#### Établissements scolaires
- école primaire catholique Sainte-Thérèse de Saint-Cry, construite en 1939 sur un terrain offert par Mme de Curzon situé au lieu-dit La Houssaye entre le hameau de Saint-Cry trois-cents mètres à l’est et son moulin deux-cents mètres à l’ouest, à environ six kilomètres au nord-est du bourg de Nivillac. Elle accueille des enfants de Nivillac et des communes avoisinantes de Saint-Dolay et Théhillac. Une première école fondée par les sœurs de Saint-Jacut-Les-Pins existe dans le hameau de Saint-Cry depuis 1867. Elle était située près de la chapelle de Saint-Cry et a fonctionné jusqu’en 1907, année de la laïcisation de l’école et de l’expulsion des religieuses. Celles-ci ouvriront une nouvelle école au lieu-dit Le Bois Gervais de 1908 à 1938. À l’occasion du centenaire de l’école en 1967, l’abbé et recteur de l’école Ambroise Rio souligne dans le bulletin paroissial que « la construction du bel ensemble commença en 1936 et était achevée en 1938 avec trois belles classes et une habitation pour les sœurs. L’inauguration eut lieu en septembre 1938 et les classes ouvriront le 2 septembre 1938 avec 150 élèves. L’école a atteint le maximum d’élèves en 1960 avec un total de 161 élèves. » Avec les effectifs à la baisse d’une trentaine d’élèves seulement dans les années 1980-1990 se pose la question d’une fermeture définitive. En 2021, l’école compte 80 élèves inscrits et une quatrième classe est ouverte[55].

### Culte

#### Culte catholique
Au niveau paroissial, l’église de Saint-Cry est rattachée à l’ensemble de Saint-Dolay et Théhillac alors que le clocher de Nivillac l’est avec La Roche-Bernard et Marzan.

## Culture locale et patrimoine

### Lieux et monuments

#### Église Saint-Pierre-et-Saint-Paul
La première église est déjà citée au XIe siècle dans le cartulaire de Redon. Les murs de sa nef, percés d’arcades en plein cintre, sont antérieurs à l’époque romane. Ses murs ont toujours été conservés malgré toutes les transformations effectuées aux XIIe et XVe siècles selon les styles successifs des époques. Au XIIe siècle, son recteur devient curé doyen de l’immense doyenné de La Roche-Bernard. L'actuelle église a remplacé en 1901 une ancienne église datant de 1063 et démolie, sous prétexte de vétusté et de trop grande exiguïté pour les paroissiens, comme cela se pratiquait encore souvent à l'époque. Le bulletin annuel de la société polymathique du Morbihan en fait une description relativement précise dans sa parution de 1861.

Petit appareil irrégulier. Forme de croix latine, dont les deux bras, peu profonds, sont d'inégale largeur. deux bas-côtés. Abside demi-circulaire allongée, moins élevée que la nef. Contreforts simples, adhérents, peu saillants, très élevés. Absence de corniche. Sur l'intertransept, grosse tour carrée amortie en ardoises. À l'ouest, porte plein cintre sans aucun ornement ni tailloir. Dimensions du monument dans l'œuvre : 30 m sur 12 m environ. Six travées d'architecture. Arcades plein cintre, retombant sur les piliers à simple tailloir, au chœur sur des colonnettes cylindriques engagées. Lambris simple, très élevé à la nef. Entraits à têtes de crocodile, au transept nord. Fenêtres en cintre brisé, dimensions de 1 à 2 ; l'une d'elles à quatrefeuille et trilobe aigus. À l'ouest, fenêtres étroites en plein cintre, et au-dessus, oculus circulaire entouré de six petites ouvertures également circulaires. Traces de vitraux."

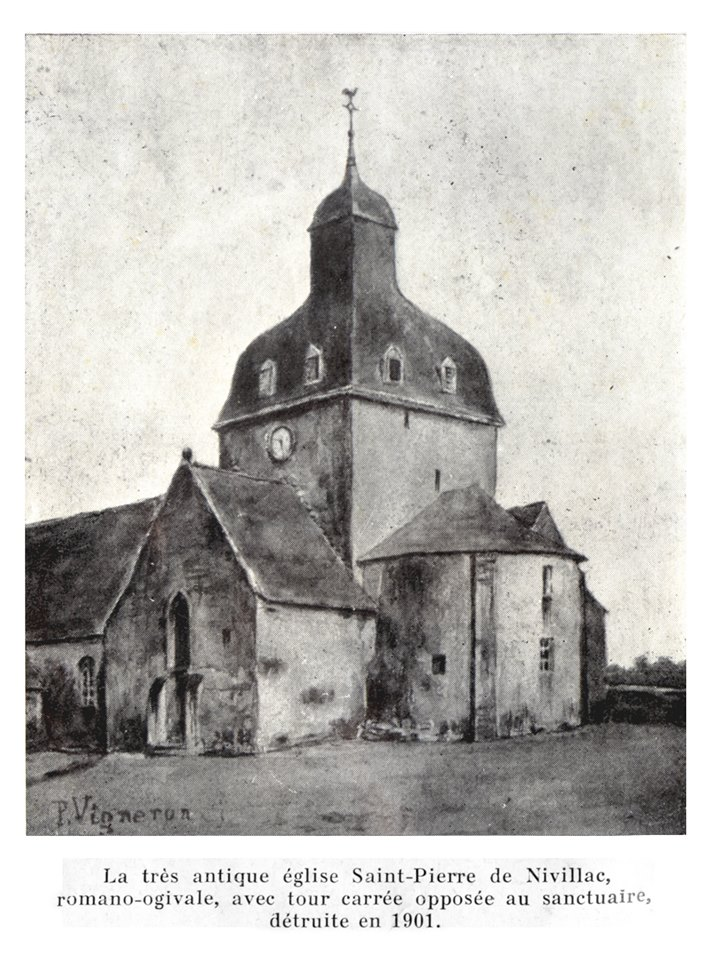
Ancienne église de Nivillac.
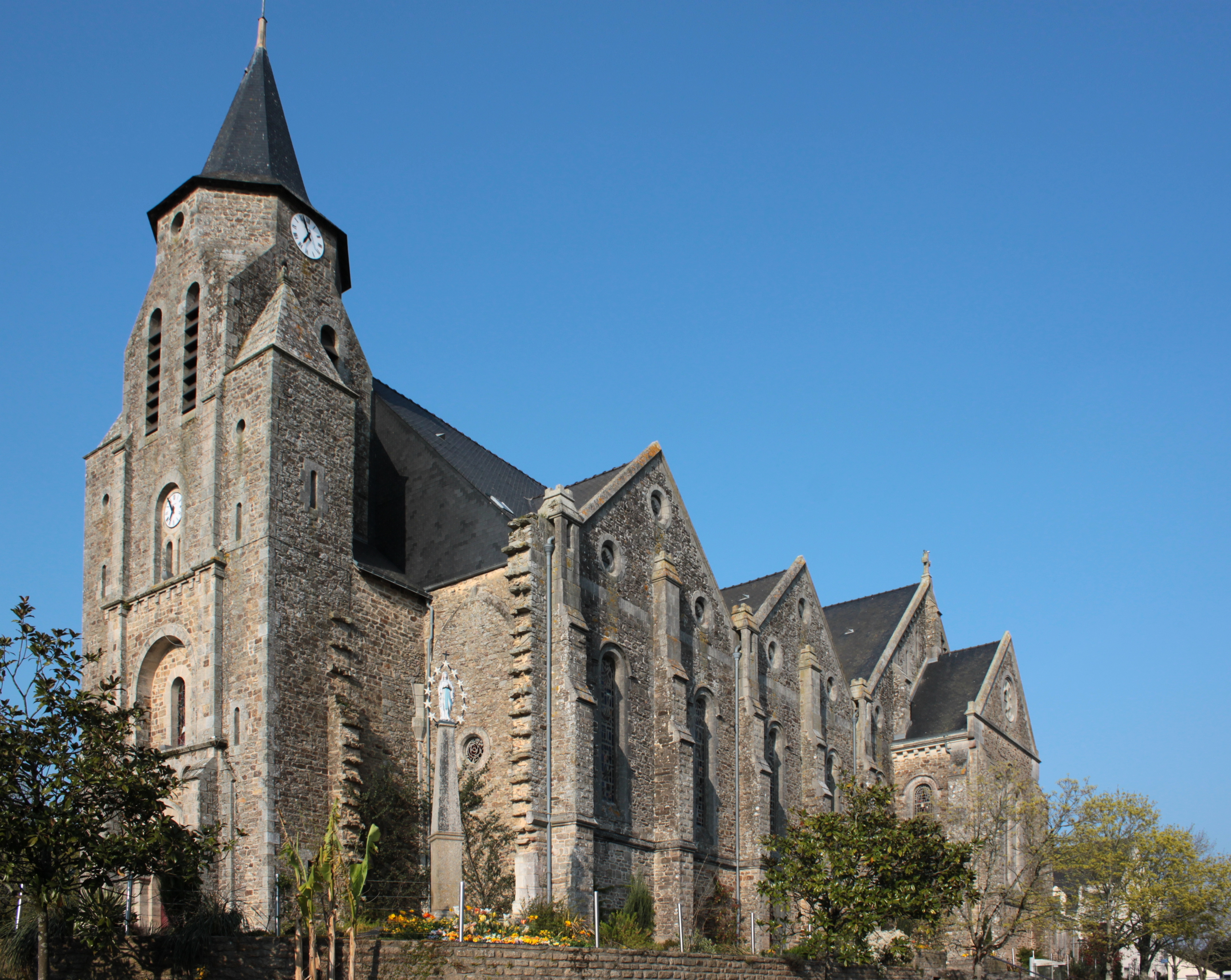
Nouvelle église de Nivillac.

L'édifice restera sans clocher jusqu'en 1929.
L'édifice actuel n'a pas beaucoup d'intérêt mais renfermait un tableau remarquable, un « christ bénissant ».

##### Le Christ bénissant
Ce tableau du peintre espagnol José de Ribera (1591-1652), attribué avec certitude à l'artiste assez récemment. Il a été restauré début 2013 par Justina Verdavaine, peintre restauratrice de La Bouëxière (Ille-et-Vilaine). La restauration met en lumière les couleurs rouge et bleu ainsi que le drapé et la position des deux mains : la droite faisant le geste de bénir et la gauche tenant le globe terrestre. Il est un des éléments d'une série de jeunesse de Ribera. Cette œuvre fait partie d'une série de treize personnages représentant les apôtres et le Christ (un Apostolado) dont cinq sont connus. Il s'agit de Saint-Jean-l'Évangéliste (Le Louvre), de Saint-Jude-Thaddée (musée des beaux-arts de Rennes), de Saint-Mathieu (collection privée de Paris), de Saint-Thomas (Szepmuveszeti muzeum de Budapest) et donc le Christ bénissant (église paroissiale de Nivillac).

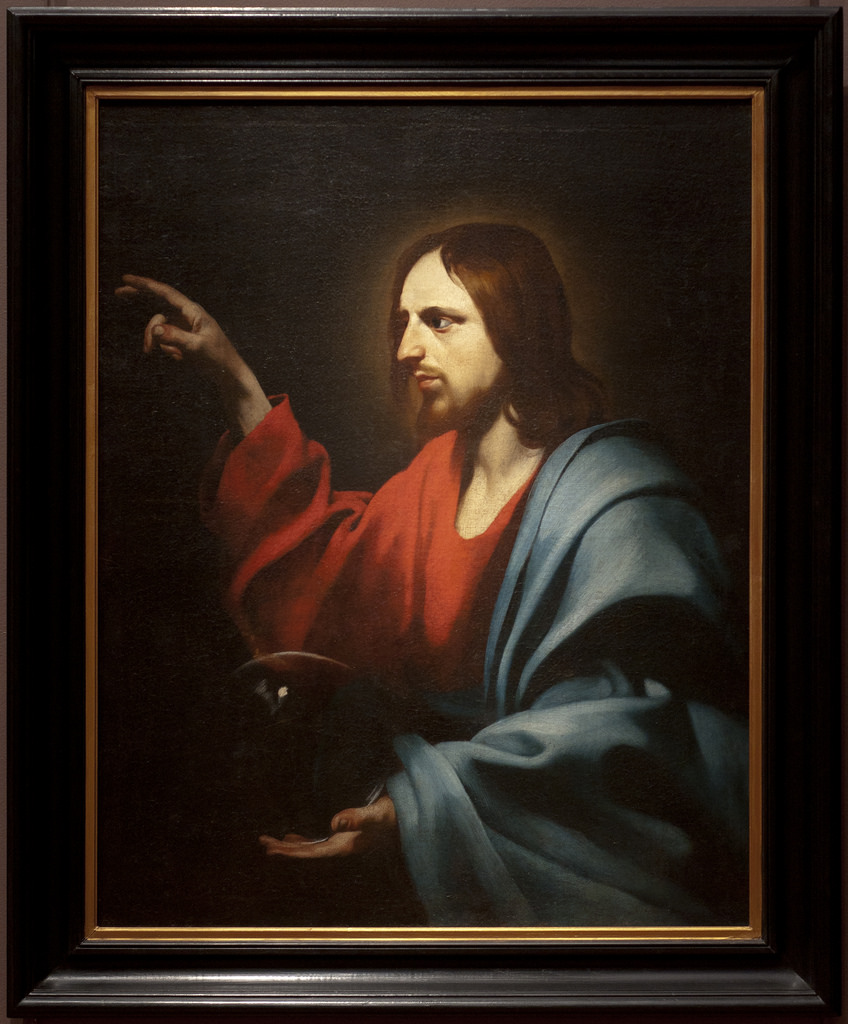
Christ bénissant - José de Ribera

#### Chapelle Saint-Cry
La chapelle est restée longtemps une frairie de la paroisse de Nivillac dont elle est distante d’environ 7 km. Son ancienne architecture gothique laisse à penser qu'elle existait depuis le XVe. Le Bulletin annuel de la société polymathique du Morbihan en fait une description brève dans sa parution de 1861. Elle y est appelée Chapelle Saint-Quiric (Saint-Cyr).
" Porte en anse de panier. Arcades plein cintre, au chœur. Fenêtre en cintre brisé. Piscine trilobé"
Les différentes traces de fondations retrouvées en 1924 attestent que l’édifice fut plusieurs fois remanié ou complètement rebâti. Il possédait une piscine trilobée qui prouverait qu’on y baptisait au XIIIe siècle. Selon le livre de paroisse de 1923, « elle menaçait ruine » et sa reconstruction « était une entreprise très coûteuse ». Elle a finalement été rebâtie sur les anciennes fondations, de 1924 à 1926. L’église est agrémentée sur sa façade d’un lion en granit, don du maire de l’époque, P. Vigneron de la Jousselandière, et d’un chien, également en granit, provenant du château de Lourmois. Puis, le 1er mars 1939, par mandement de Hippolyte Tréhiou, évêque de Vannes, Saint-Cry fut érigée en paroisse.

#### Chapelle de Sainte-Marie
Étant donné son éloignement du quartier par rapport au centre, le projet de la chapelle a vu le jour en 1946. Plus pratique, les habitants souhaitaient utiliser l’école comme lieu de culte. Cette faveur fut accordée par l’évêque et la première messe y fut célébrée par le recteur Boulo, le 31 mars 1946.
L’abbé Calixte le Breton est chargé par l’évêque de Vannes de construire une chapelle à Sainte-Marie. C’est sous l’impulsion de l’abbé Bazin, vicaire, que les travaux commencèrent durant tout l’hiver 1946 pour se terminer à la fin de l’été 1947. La chapelle abrite une statue de Notre Dame des Blés, à laquelle elle est dédiée, œuvre du sculpteur Jean Fréour, ainsi qu’une relique de Sainte-Thérèse de Lisieux.

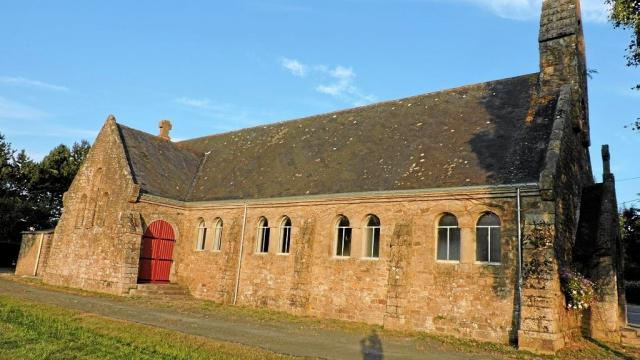
Chapelle de Sainte-Marie.

#### Château de Lourmois
Lourmois est l'une des principales seigneuries de Nivillac. Il n'est pas possible de dater avec précision la date d'érection de ce château. Cependant, un aveu de 1632 attribue la propriété de la seigneurie à la famille Avril dont le premier chef de famille connu fut anobli en 1423. Le 26 juin 1785, la chapelle de Lourmois est bénie sous l'invocation de Notre-Dame-de-Grâce. Le sermon est prononcé par le révérend père gardien du Croisic.

#### Pont de La Roche-Bernard
Malgré son nom, cet ouvrage est situé sur le territoire de Nivillac. Il s'agit d'un pont suspendu enjambant la Vilaine entre les communes de Marzan et Nivillac. Sa longueur totale est de 407 m.
Les ouvrages précédents détruit tour à tour par des tempêtes, on décide de construire un nouveau pont. La construction de ce dernier débute en 1957 sous la direction de l'ingénieur Gallard. En 1960, les tests de sécurité sont effectués (le pont supporte, entre autres, 952 tonnes sans anomalie) et l'inauguration a lieu le 11 juillet 1960. Les points d'ancrage sont particuliers car les câbles porteurs sont enroulés autour des masses rocheuses présentes de chaque côté de la Vilaine. Les piles mesurent 84 m de hauteur, le tablier domine la Vilaine de 55 m, la portée principale est de 245 m et la longueur totale de l'ouvrage atteint 407 m. Le pont n'étant plus suffisant pour le trafic automobile croissant entre les deux rives, on a construit en 1995, le pont du Morbihan à 800 m en amont.

#### Le pont du Morbihan
Le pont du Morbihan est un pont en arc enjambant la Vilaine entre les communes de Nivillac et Marzan proches de La Roche-Bernard (département du Morbihan). Sa longueur totale est de 376 mètres dont 201 mètres de portée pour l'arc.
Le pont fut construit entre 1993 et 1995 dans le cadre de la déviation de la RN165 (Nantes - Brest). Après quelques animations le premier week-end de juin 1996 tels que feu d'artifice, son et lumière ou encore randonnées sportives pour célébrer la fin des travaux, la mise en circulation effective de la déviation eut lieu. Le 18 juin exactement, quelques officiels dont le préfet du Morbihan ont emprunté le pont en cortège d'une vingtaine de véhicules.

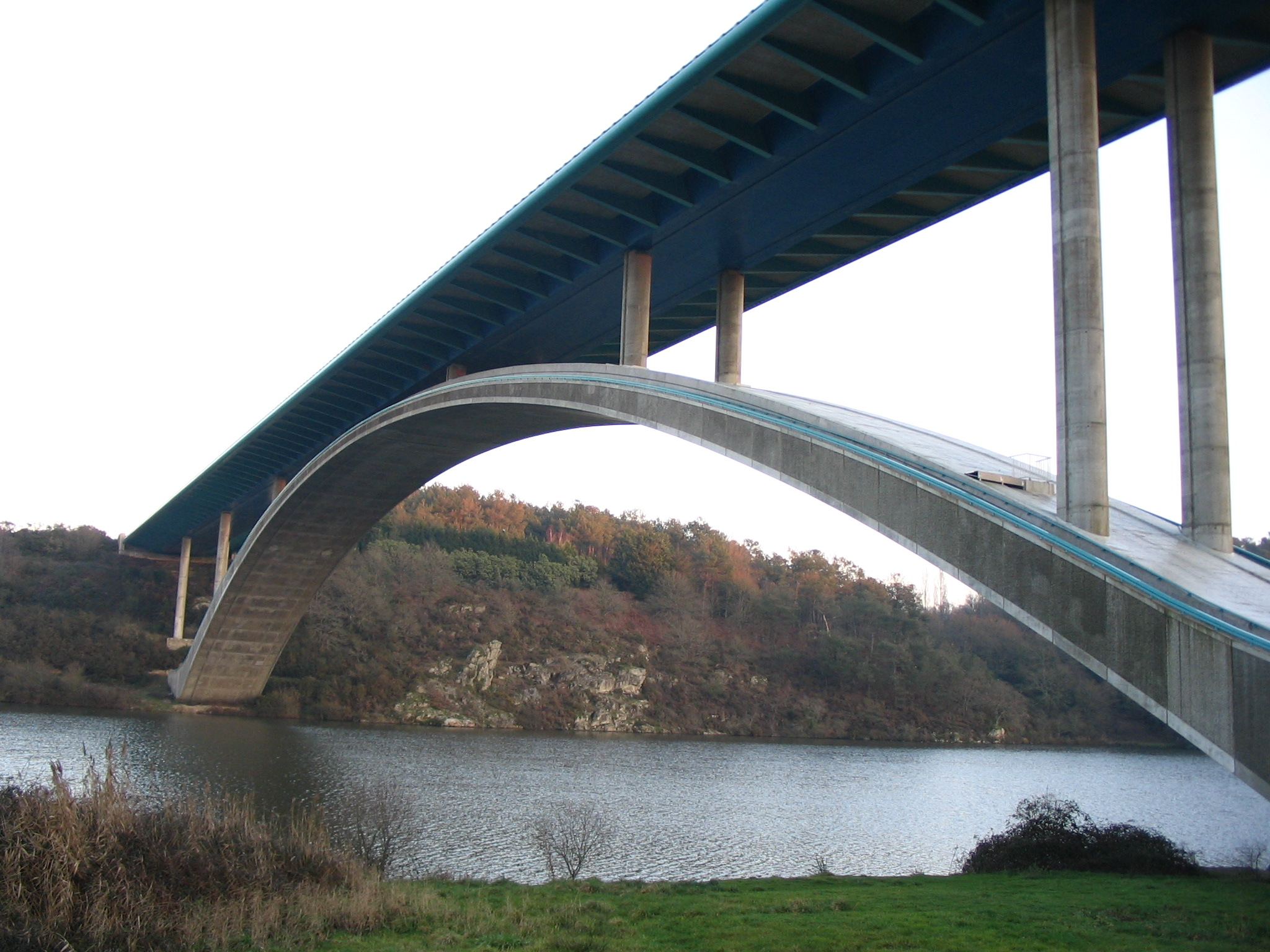
Pont du Morbihan.

#### Le port de Foleux
Le port de Foleux a été créé par la commune de Béganne après la construction du barrage d'Arzal (1970), sur le site d'un ancien poste de douane et d'un grenier à sel.
En 1984, le port est agrandi sur les communes de Nivillac et Péaule.
Depuis 2008, il est géré par la Compagnie des Ports du Morbihan.

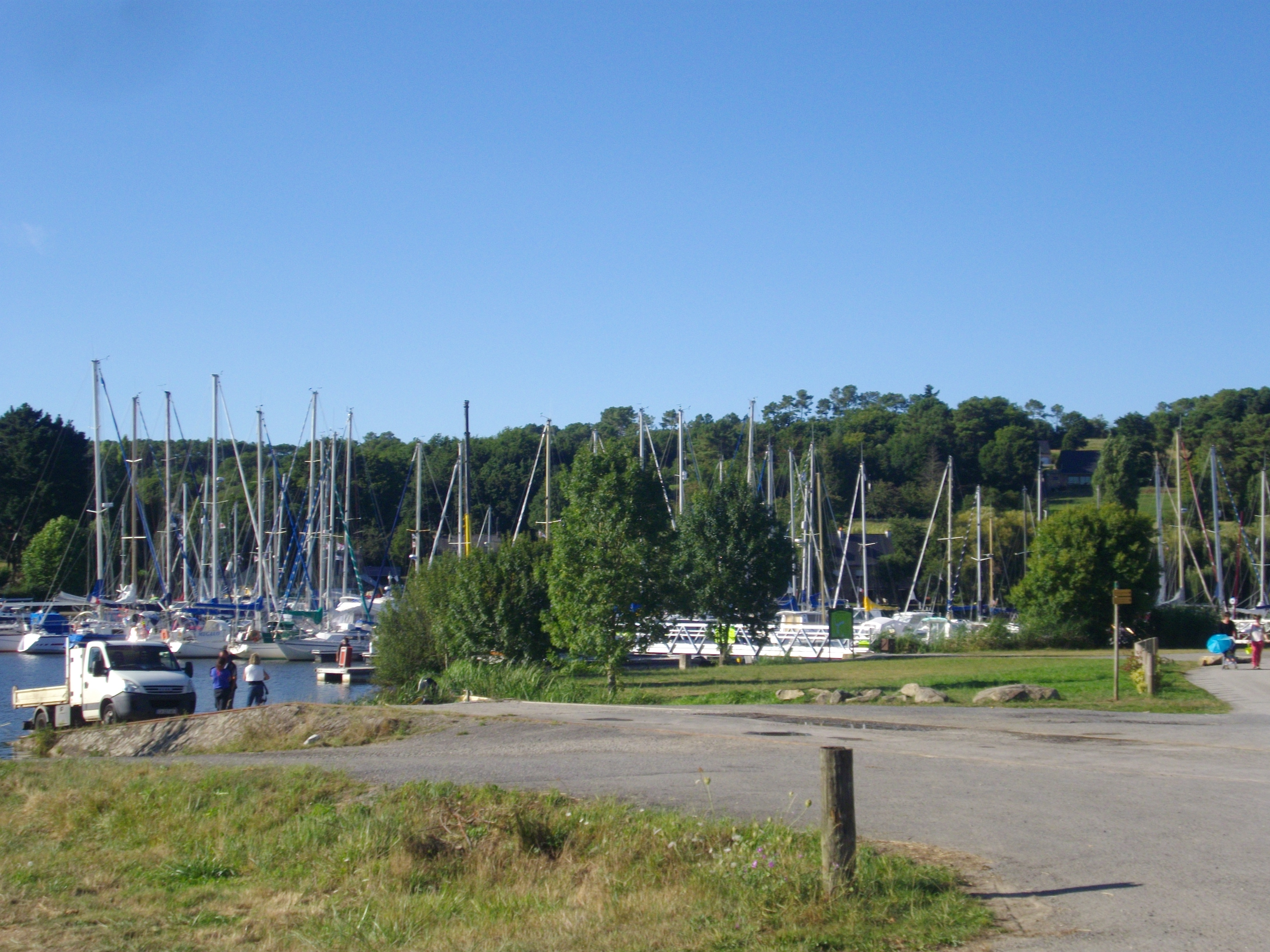
Port de Foleux.

#### Le port de la Ville-Aubin
Situé au pied du pont du Morbihan, ce port peut accueillir 10 bateaux au ponton et 30 supplémentaires sur corps morts.

#### Le château de Bodeuc
Ce que l'on appelle château de Bodeuc est en fait, un manoir, daté de 1850, qui fut la demeure de M. De la Jousselandière puis M. Denarie, tous deux maires de Nivillac. Cet édifice accueille aujourd'hui un hôtel.
La légende veut qu'il fut construit avec les pierres du château de Bodeuc, détruit au XVIIe siècle sur ordre de Richelieu en répression des volontés d’indépendance de la noblesse locale. Cette information est fausse car l'ancien château est toujours existant et se situe à quelques pas de l'ensemble actuel.

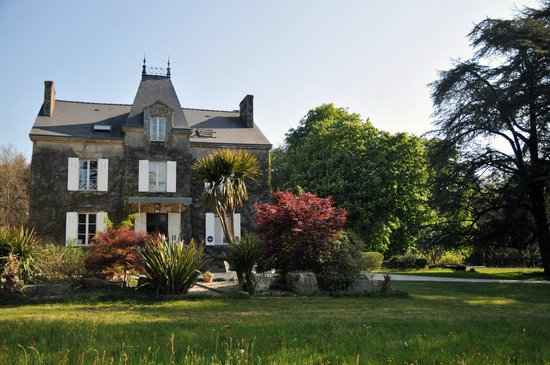
Le Manoir de Bodeuc.

#### Le Pertuis du Rofo
Cette grotte, déjà citée par M. Geffray en 1867, profonde de 24 mètres et en schiste, désormais propriété privée, est selon la légende un passage secret jusqu'à la Vilaine.
C'est dans cette grotte, en 1927, que Jean Guillotin, instituteur, découvre la première statuette, un buste de Vénus anadyomène. Ce type de statuette est très fréquemment retrouvée lors de fouilles dans les stations gallo-romaines. Cette représentation de Vénus nue, main gauche le long du corps et la main droite dans une épaisse chevelure sont des symboles la féminité. En avril 1928, accompagné de l'abbé Pierre Le Thiec, Jean Guillotin procède à des fouilles plus complètes. Ils trouvent alors plusieurs centaines de débris de statuettes, quatre pièces de bronze d’Antonin le Pieux, un fragment de Poterie noire.

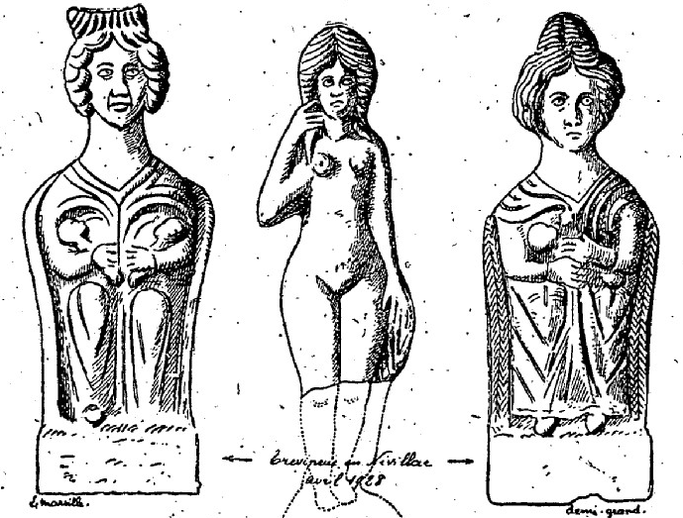
Les trois statuettes du Pertuis du Rofo.

#### Moulins à vent

##### Moulin de Bourigan
Ce moulin, situé à proximité de La Roche-Bernard, a perdu ses ailes et a été rehaussé au courant du XXe siècle. C'est le seul moulin dit « à grosse tête » de la commune.

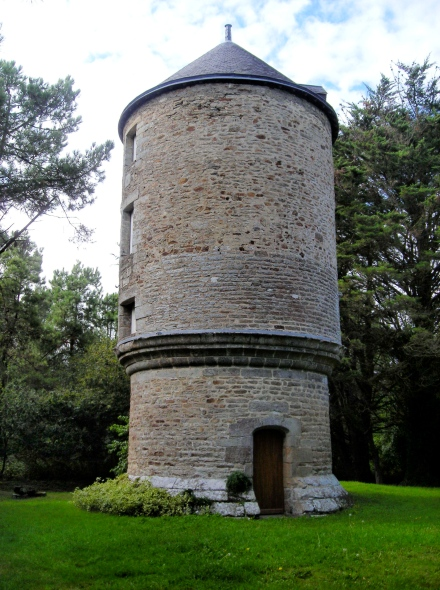
Moulin de Bourigan

##### Moulin de Bodeuc
Ce moulin, à l'origine dépendant de la seigneurie de Bodeuc, faisait partie d'un ensemble de deux. Le premier, le petit, s'effondra à la suite d'un incendie en 1994. Le second, le plus grand, culmine à près de 12 mètres de hauteur. Il servit aux Allemands de tour de guet pendant la Seconde Guerre mondiale. Menacé de ruine au début des années 1990, il fut racheté par la famille Pampart, qui y entreprit d'importants travaux. On y installe alors un toit dit « provençal ». Ce n'est qu'en 2015 que le moulin retrouve une toiture plus « conventionnelle » grâce aux artisans locaux.

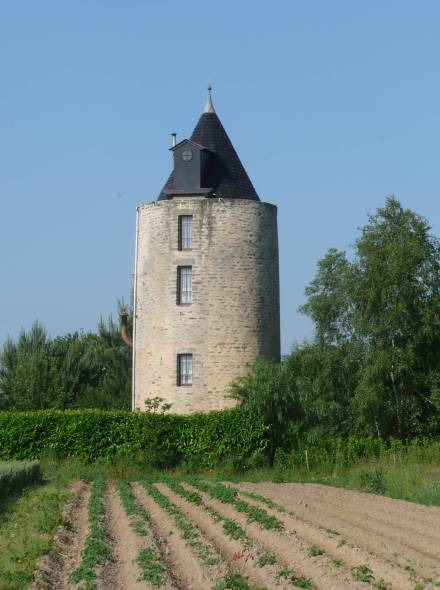
Toiture provençale
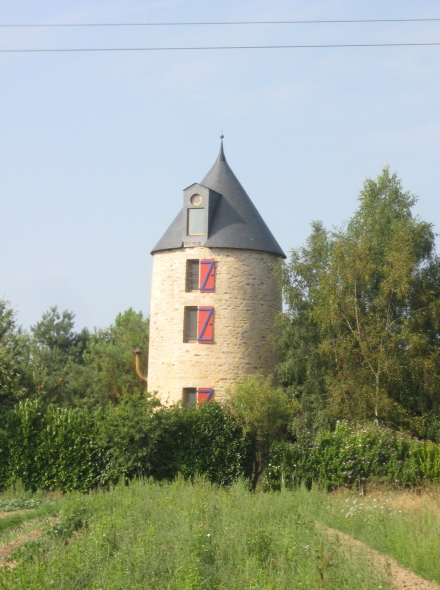
Moulin de Bodeuc

##### Moulin de Saint-Cry
Ce moulin est situé au nord de la commune.

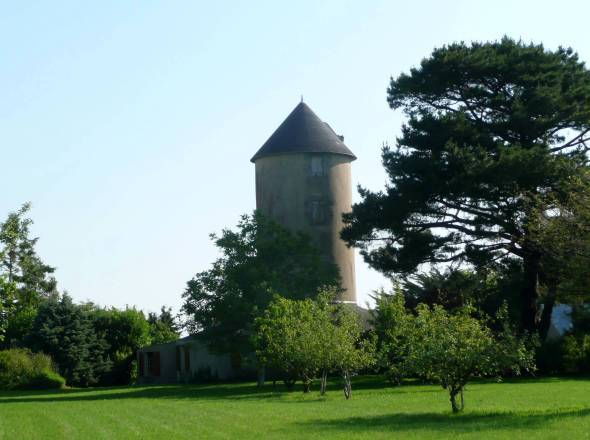
Moulin de Saint-Cry.

### Héraldique
|  | Les armoiries récentes de Nivillac sont à blasonner |

|  | Les armoiries anciennes de Nivillac se blasonnent ainsi : Parti, au un d’azur à la champagne ondée d’argent sommée d’une terrasse de sinople en pente ascendante vers l’abîme, soutenant un pont d’or à trois arches maçonnées de sable, au deux d’argent à un épi de blé d’or posé en pal; au chef d’hermine. Armoiries des villes de Bretagne, Michel Froger. Blason fautif. |

## Personnalités liées à la commune

### Noblesse
Selon l'ouvrage de Pol Potier de Courcy :

#### Famille Avril (ou Apuril)
Sieurs du Bot, de Lourmois, de la Grée et de la Bouëxière (paroisse de Nivillac), de Coësmeur (paroisse de Missillac), de Glécoët et de Coëtuhan (paroisse de Bréhan-Loudéac), de Trégouët (paroisse de Béganne), du Lou (paroisse de Saint-Lhéry), de la Landelle (paroisse de Janzé), dont :
- Pierre Avril, sieur du Bot (réformation de 1427) ;
- Alain Avril, sieur de La Bouexière anoblie en juillet 1547 ;
- Jean Avril, sieur de la Grée, conseiller au Parlement en 1568 et premier président aux comptes en 1581.

#### Famille de Bégasson
Sieurs dudit lieu (paroisse de Pleucadeuc), de la Ville-Guihart (paroisse de Sérent), de la Lardais (paroisse de Maure), des Métairies (paroisse de Nivillac), de la Porte, de Trémédern (paroisse de Guimaëc), du Bois-Adam (paroisse de Plorec), de la Motte et du Couëdic (paroisse de Comblessac), du Roz (paroisse de Concoret), de la Forestrie (paroisse de Corseul), de Rollieuc (paroisse de Missilliac), de la Haye-Riau (paroisse de Saint-Philbert), de Hirgarz (paroisse de Crozon), de Mareil (paroisse de Saint-Dolay), dont :
- Perrot De Bégasson, armé pour le recouvrement de la personne du duc en 1420, marié à Charlotte de Brignac ;
- Thébaut De Bégasson, obtient, en 1485, une lettres d’abolition pour sa participation à la mort du trésorier Landais.

#### Famille Blondeau
Sieurs de Beauregard (paroisse d’Elven), de Saint-Saudren (paroisse de Masserac), de Sevaille (paroisse de la Bouëxière), de la Couaspelaye, du Haut-Verger (paroisse de Nivillac), dont :
- Mathurin Blondeau, anobli en 1469 ;
- Jean Blondeau, anobli en 1554 ;
- Julien Blondeau, poursuivi comme ligueur en 1590 ;
- François Blondeau, maître des eaux et forêts de la baronnie de Vitré en 1589, marie à Louise de Chantemelle.

#### Famille du Bouays
Sieurs dudit lieu (paroisse de Pacé), de Bréquigny (paroisse de Saint-Étienne), de Méneuf (paroisse de Bourgbarré), de la Sauvagère, de Saint-Gilles, du Guépillon (paroisse de Saint-Ouen-de-la-Rouërie), de Syon (paroisse de Syon), de Beaulac (paroisse de Goven), de Careil (paroisse de Guérande), du Bézo (paroisse de Saint-Dolay), de Trégus, de Condest (paroisse de Nivillac), dont :
- Tanguy Du Bouays, vivant en 1350, épouse Marie de Saint-Gilles ;
- Joachim Du Bouayes, fils de Tanguy Du Bouays, décédé avant 1391 ;
- Jean Du Bouays, alloué de Rennes en 1499.

#### Famille de La Brousse
Sieurs de la Haye-Eder (paroisse de Missillac) et du Bot (paroisse de Nivillac).

#### Famille du Cambout
Sieurs dudit lieu et de Chef-du-Rost (paroisse de Plumieux, baron de Pontchâteau et de la Roche-Bernard, marquis puis duc de Coislin (paroisse de Campbon et pair de France en 1663), vicomte de Carheil en 1685 (paroisse de Plessé), Sieur de Beçay, en Poitou, de la Vieux-Ville, de la Houssaye, de Vauriou, de Mérionnec (paroisse d’Escoublac, de Crécy, de Valleron, du Plessix (paroisse de Saint-Dolay), de Brignan (paroisse de Pontchâteau), de la Bretesche (paroisse de Missillac), de la Sauvagère (paroisse de Nivillac), de Beaumanoir (paroisse de Vieuxbourg), de la Moquelays (paroisse de Maroué), dont :
- Alain du Cambou, épouse en 1271 Jeanne Bedou ;
- Gilbert du Cambou, fils de Alain Du Cambou et Jeanne Bedou, il se marie à Marguerite Goyon-Matignon ;
- Jean du Cambou, fils de Gilbert Du Cambou et Marguerite Goyon-Matignon, il est tué à la bataille d'Auray en 1364 ;
- Alain du Cambou, fils de Gilbert Du Cambou et Marguerite Goyon-Matignon, il se marie à Jeanne Tournemine.

#### Famille de Chamballan
Sieurs dudit lieu de Fourchencoul, de Frégeul, du Bois-Jean, de la Séverière et deRouel (paroisse de Rougé), dela Ville-Aubin (paroisse Nivillac), de la Tébergeais et de la Rouaudière (paroisse de Saint-Jean-de-Béré), de Rouvray (paroisse de Saint-Aubin-des-Châteaux), de Trévelan (paroisse de Sulniac), de la Ricardaye (paroisse de Rieux), — de Busson-Guérin (paroisse d'Allaire).

#### Famille de Condest
Sieurs dudit lieu et de Cocquerel (paroisse de Nivillac), de Craon (paroisse de Langon), de Morterais (paroisse de Saffré), vicomte de Loyaux en 1490 (paroisse de Fresnay), dont :
- Gilles de Condest, épouse vers 1460 Marie de Montauban ;
- Jean de Condest, fils de Gilles De Condest et de Marie De Montauban, se marie vers 1490 à Jeanne De Pasquéau.

#### Famille de Couaisnon
Sieurs du Haut-Verger (paroisse de Nivillac), de Lauréat et de la Bastine (paroisse de Campbon).

#### Famille de Derval
Baron dudit lieu en 1451, sieurs du Boisbodin et de la Motte (paroisse de Theil), de la Lanceulle (paroisse de Janzé), de Brondineuf (paroisse de Sévignac), de Couêsbilly de Tépinefort, du Chauchix et de Bellouan (paroisse de Ménéac), du Gueynon (paroisse de St-Vran), de la Brière, de Vaucoaleurs (paroisse de Trélivan), de la Ramée, de Couellan (paroisse de Guitté), de Launay (paroisse de faraoèl), du Dourduff de l’Estang et de Kervasdoué (paroisse de Plougoulra), de Brondusval (paroisse du Minihy), de Kergos (paroisse de Plomeur), du Bot (paroisse de Nivillac), du Tressay, de la Haye-Eder (paroisse Missillac). La branche ainée tombée en quenouille a porté en 1275, par mariage, aux Rougé, la seigneurie de Derval, successivement possédée depuis par les Châteaugiron, Malestroit, Raguenel, Rieux, Laval, Montmorency et Bourbon-Condé. Dont:
- Guillaume de Derval, témoin au traité de mariage de Catherine de Bretagne et d’André III de Vitré en 1212 ;
- Georges, fils naturel de Jean de Châteaugiron, dit de Derval, fut capitaine des châteaux de Fougeray et de Derval en 1476, et épousa Marie Bonenfant ;
- René sieur de la Lanceulle, fils des précédents, épousa Charlotte de la Vallée ;
- René de Derval, marié en 1565 à Perronnelle de Carotène, dame de Brondineuf, arrière-petite-fille de Françoise de Broons, substitua aux armes de Derval celles de Broons. Leurs descendants qui ont produit deux conseillers au parlement depuis 1694 se sont fondus de nos jours, dans Michel de Monthucfion et Huchel de Cintr.

#### Famille du Dreseuc
Sieurs dudit lieu et de Kergaredan (paroisse de Guérande), du Couedic (paroisse de Nivillac), de la Haye (paroisse d’Assérac), de Lesnérac (paroisse d’Escoublac). La famille se fond en 1580 dans celle des Pennée, puis des Sesmaisons.
- Jean du Dreseuc, ratifie le traité de Guérande en 1381.

#### Famille Le Gall
Sieurs de La Porte Garel et de La Ville Isaac (paroisse de Nivillac), De Kermear et Kerolivier (paroisse d'Assérac, dont :
- Michel Le Gall, homme d’armes de la compagnie du duc de Vendême en 1598 ;
- Jacques Le Gall, grand prévôt des maréchaux de France en Bretagne en 1659 ;
- Judith-Louise Le Gall, épouse de Jean-Baptiste De Poix sieur de Fouesnel, grand prévôt de France en Bretagne en 1687.

#### Famille Gatechair
Sieurs de la Hellaye (paroisse de Sulniac), de Kerropertz et de Launay (paroisse de Josselin), de Richecour et de Trévarec (paroisse de Guéhenno), des Vaux, du Ronceray, de Lavouas, de Kergonan, de Lanruz (paroisse inconnu), du Ros (paroisse de Nivillac), de la Vallée (paroisse de Campénéac), de Roblin (paroisse de Ploërmel), de Craffel (paroisse de Baden), dont :
- François Gatechair, époux d’Olive Bernard, président au présidial de Vannes en 1582 et député aux États royalistes de Rennes en 1590.

#### Famille Giroust
Originaire du Maine, sieurs du Bois-Hirvoix (paroisse de Nivillac).

#### Famille Guihart (ou Guichart)
Sieurs de la Sauvagère et de la Porle-Garrel (paroisse de Nivillac), de la Vieilleville (paroisse de Guémené-Penfao), de Méaudin, de la Févinjere, du Verger-Griondais, de la Saunerie, de la Haie et de la Massais (paroisse de Blain.
- Jean Guihart, vivant en 1448, épouse Jeanne Le Roy ;
- Guillaume Guihart prend part aux croisades en 1248.

#### Famille Guillermo
Sieurs de la Grée, du Condest, du Darun et de Cassan (paroisse de Nivillac), de la Boulaye, du Plessix, de la Villeneuve, de la Pommeraye (paroisse de Vertou), de la Landière (paroisse du Loroux-Bottereau), de Cramezel, de la Ramée, par. des Touches, de Treslus (paroisse de Missillac), de Tréveneuc (paroisse de Donges). Cette famille fut confirmée ou anoblie en tant que besoin en 1700, et maintenue au conseil en 1743. Dont quatre auditeurs des comptes depuis 1649 et :
- Jean Guilermo de la paroisse de Nivillac fut anobli par lettres du duc pour deux tiers de feu en 1455.

#### Famille de l'Hôpital
Sieurs d'Escoublac (paroisse du même nom), de la Bouëxière (paroisse de Nivillac), de la Rouardais et de la Roche (paroisse de Bains), du Mottay (paroisse d'Evran), du Portal (paroisse de Saint-Judoce), de Grand-Clos, de Kerlouët, de Biller (paroisse de Saint-Vincent-sur-Oust), du Gueyvon (paroisse de Saint-Vran).
- Pierre de l'Hôpital, donne quittance aux exécuteurs testamentaires du duc Jean II en 1306 ;
- Pierre de l'Hôpital, sénéchal, procureur général et juge universel de Bretagne de 1403, marié à Perrine de Muzillac puis Sibille de Montbourcher ;
- Gilles de l'Hôpital, chevalier de l'ordre et capitaine de la noblesse du comté nantais en 1543.

#### Famille Jousselin
Sieurs de Condest (paroisse de Nivillac), du Trévolo (paroisse de Rieux). Dont deux maîtres des comptes en 1610 et 1636 et :
- Jean Jousselin, anobli en 1426 ;
- Pierre Jousselin, fils du précédent, anobli en 1426 ;
- Marguerite Jousselin épouse en 1552 Louis Bitault, sieur du Plessix.

#### Famille Marcade
Sieurs du Bot (paroisse de Nivillac), d'Hereal (paroisse de Sixt), de la Croix et des Laudriays (paroisse de Maure), de la Pagaudais (paroisse de Mernel), du Val, de la Mineraye et de Villegle (paroisse de Carentoir), du Gage, de la Boulais, de la Touche, du Quillio, de Kergoual.
- Guillaume Marcade, vivant en 1536, épouse Hélène du Val ;
- Guillaume Marcade, chevalier de l'ordre en 1648.

#### Famille de Mareil
Sieur dudit lieu et de la Haye (paroisse de la Chapelle-Launay), de Bedouan (paroisse de Donges), du Brossay (paroisse de Nivillac), de Larmor (paroisse de Saint-Dolay).

#### Famille Marquer
Sieurs deTréguiI et de Moucon (paroisse d’Iffendic), du Couedic (paroisse de Nivillac), de la Harardtere (paroisse de Saint-Herblain), du Plessis-Regnard (paroisse de la Chapelle-Basse-Mer), des Gailleules (paroisse de Saint-Laurent-des-Vignes).

#### Famille Pasquault
Sieurs du Laizo et de Treveneuc (paroisse de Donges), de la Jalle (paroisse de Nivillac), de la Raterie (paroisse de Port-Saint-Père).
- Jean Pasquault, receveur de la vicomté de Donges.

#### Famille Pelaud
Sieur de la Ville-Aubin (paroisse de Nivillac), du Vergier (paroisse de Guerande), de la Bourgonntere (paroisse de Bouzille), en Anjou.
- Jean Pelaud, écuyer dans une montre de 1392 ;
- René Pelaud, homme d’armes dans une montre de 1491 ;
- Julien Pelaud, auditeur des comptes en 1650.

#### Famille du Pont
Originaire du Maine, sieur d’Aubevoye, de la Roussiere, de Lauberdière, marquis d’Oysonville en 1664, sieur de Condest (paroisse de Nivillac), du Deffais (paroisse de Pontchateau).
- Guillaume du Pont, vivant en 1430, épouse Jeanne de la Fosse ;
- Robert du Pont, chevalier de Malte en 1551 ;
- Thomas du Pont, conseiller au parlement en 1576 ;
- Charles du Pont, gentilhomme de la chambre en 1614.

#### Famille Priour
Sieurs de Boceret et de la Ville-Sauvage (paroisse de Nivillac), du Boisrivault et de la Haye (paroisse de Saint-Dolay).
- Jean, sergent du sire de Mareil à Nivillac en 1455 ;
- Jean, époux de Jeanne le Page, rend aveu à Charles du Cambout, baron de La Roche-Bernard en 1635 ;
- Jean, procureur fiscal du duché de Coislin, en 1681, marié à Suzanne Corabeuff.

#### Famille de Talhouët
Sieur dudit lieu (paroisse de Pluherlin), de Keredren et de Kerbizien (paroisse de Questembert), de Trévéran, du Boisorhand (paroisse de Sixt), de la Grationnaye (paroisse de Malansac), de Sevérac, de la Villc-Quéno (paroisse de Carentoir), de Bonamour (paroisse de Trévé), comte de Villayers (paroisse d’Ossé), marquis d’Acigné, sieurs de Kerminizic (paroisse de Saint-Tugdual), de Marzen (paroisse de Caden), de la Villeneuve et de la Coudfrayé (paroisse de Saint-Dolay), de la Souchais (paroisse de la Plaine), de Lourmois, de la Grée, de la Joe, de Monthonnac, du Couëdic et de Trévécar (paroisse de Nivillac), de Bellon et de Trémondet (paroisse d’Elven), de Toulhouët (paroisse de Sulniac).
- Payen de Talhouët, croisé en 1248 ;
- Jean de Talhouët, marié à’ Guillemette de Quistinic ;
- François de Talhouët, chevalier de l’ordre en 1596, gouverneur de Redon, épouse en 1577 Valence du Boisorhand ;
- René de Talhouët, chevalier de l’ordre en 1622 ;
- François de Talhouët, chevalier de Malte en 1608, commandeur de Saint-Tean en l’isle en 1637.

#### Famille de Tréguéné
Sieurs de Tréguéné et de Francbois (paroisse de Saint-Thurial), de Quémillac (paroisse de Guipry), de Darun (paroisse de Nivillac).

#### Famille d'Ust
Sieurs dudit lieu (paroisse de Saint-André-des-Eaux), de Trévécar (paroisse de Nivillac), du Molant (paroisse de Bréal), de Talhouët (paroisse de Pluneret).
- Jean d'Ust, capitaine de Saint-Nazaire en 1379.

#### Famille du Val
Sieurs dudit lieu et de la Sablonnière (paroisse d'Auverné), du Breil, de Cahan et de la Cigogne (paroisse de Fougeray), de Trédoret (paroisse de Saint-Dolay), du Bois- Gervais (paroisse de Nivillac).

### Autres
- A. Théophile Piry (Sinologue)
- Capitaine Joseph Rollier - mort pour la France à Nivillac le 24 septembre 1944[74]